# Andrej Kerić
Andrej Kerić (* 11. Februar 1986 in Vinkovci, SR Kroatien, Jugoslawien) ist ein kroatischer Fußballspieler.

## Verein
Kerić begann mit dem Fußballspielen bei NK Slavonac Komletinci, NK Otok und Cibalia Vinkovci. In der Saison 2003/04 kam er dort auch zu seinen ersten Einsätzen in der Profimannschaft. In viereinhalb Jahren schoss der Stürmer neun Tore in 64 Einsätzen. Im Februar 2008 wechselte Kerić zum FC Slovan Liberec in die tschechische Gambrinus Liga. In der Saison 2008/09 wurde der Kroate mit 15 Treffern Torschützenkönig und darüber hinaus auch als „Bester ausländischer Spieler der Gambrinus Liga“ ausgezeichnet.
In der Winterpause 2010/11 wechselte Kerić zu Sparta Prag. Für die Hinrunde 2011/12 und die komplette Saison 2012/13 wurde er an den Ligakonkurrenten FK Teplice ausgeliehen. Nachdem er eine Saison in der Reservemannschaft Spartas verbracht hatte, wechselte Kerić im Sommer 2014 zum luxemburgischen Erstligisten F91 Düdelingen. Dort erzielte er in 19 Ligaspielen acht Tore und schloss sich nach der Saison MFK Zemplín Michalovce in der Slowakei an.
Von 2016 bis 2018 spielte er dann für United Victory FC auf den Malediven, ehe er sich für ein halbes Jahr dem NK Istra 1961 anschloss. Anschließend spielte er erneut für Cibalia Vinkovci und seit Februar 2020 steht er wieder bei seinem Heimatverein NK Slavonac Komletinci unter Vertrag.

## Nationalmannschaft
Für Kroatien bestritt Kerić von 2002 bis 2008 insgesamt 36 Partien in den verschiedenen Jugendnationalmannschaften und erzielte dabei zwei Treffer.